# Мастах
Мастах (якут. Мастаах) — село в Кобяйском улусе Республики Саха (Якутия) России. Административный центр Люччегинского 2-го наслега.

## География
Село находится в центральной части Якутии, в пределах Центральноякутской низменности, на северо-восточном берегу озера Мастах, на расстоянии примерно 162 километров (по прямой) к западу-юго-западу (WSW) от посёлка Сангар, административного центра улуса.
Абсолютная высота — 122 метра над уровнем моря.
Климат
Климат характеризуется как резко континентальный, с продолжительной морозной зимой и коротким летом. Средняя температура воздуха самого тёплого месяца (июля) составляет 10 °C; самого холодного (января) — −40 °C. Среднегодовое количество атмосферных осадков составляет 200—250 мм. Снежный покров держится в течение 205—215 дней в году.
Часовой пояс
Село Мастах находится в часовой зоне МСК+6. Смещение применяемого времени относительно UTC составляет +9:00.

## Население
| 2002 | 2010 | 2021 |
| ---- | ---- | ---- |
| 577  | ↗617 | ↘465 |

Половой состав
По данным Всероссийской переписи населения 2010 года в гендерной структуре населения мужчины составляли 48,8 %, женщины — соответственно 51,2 %.
Национальный состав
Согласно результатам переписи 2002 года, в национальной структуре населения якуты составляли 95 % из 577 чел.

## Улицы
Уличная сеть села состоит из 13 улиц (Комсомольская, Юбилейная, Советская, Октябрьская, имени братьев Ильиновых, Бютяндяхская, Портовская, им Ф.П.Егоровой, имени братьев Ильиновых, им С.И.Павлова, им Ф.С.Семенова) и 2 переулков.